# 신주 (위패)
신주(神主)는 죽은 사람의 영혼을 모시는 나무패이다. 위패, 목주라고도 한다. 4대손이 모두 죽을 때까지 사당에 모시다가 산소에 묻는다.